# Калека с острова Инишмаан
«Калека с острова Инишмаан» (англ. The Cripple of Inishmaan) — драма с элементами комедии, первая пьеса из трилогии современного ирландского драматурга, кинорежиссёра Мартина Макдонаха об Аранских островах, включающей в себя также пьесу «Лейтенант с острова Инишмор» и неопубликованную пьесу «Банши Инишерина» (англ. The Banshees of Inisheer).

## Сюжет
Герои «Калеки с острова Инишмаан» живут на маленьком заброшенном ирландском острове, где все друг друга знают, любят и ненавидят одновременно. Каждый проклинает свою долю, каждый мечтает уехать, но не каждый понимает, чем может обернуться воплощение мечты. Калеке Билли, самому умному и в то же время самому несчастному жителю острова, выпадает шанс изменить жизнь. Именно он, живущий на попечении двух странноватых тётушек и мечтающий узнать тайну своего рождения, отправится на Фабрику грёз вслед за голливудскими режиссёрами, затеявшими съёмки фильма об ирландских рыбаках.